# 神獸 (万俟醜奴)
神獸（528年七月—530年四月，或作神虎、神平）是北魏末年六鎮之亂領袖万俟醜奴的年號，歷時1年9個月。
1972年甘肅省張家川出土《王司徒墓志》署：「大趙神平二年歲次己酉。」學者秦明智和任步雲推测可能万俟醜奴原来建元是神平，訛傳為神虎或神獸；也可能是一開始建元神平，不久因為獲得獅子，因此改元神獸。 而學者周偉洲指出，北魏得到獅子在525年左右，因此開始建元神平，後改元神獸的說法欠妥，並且認為一開始的年號就是神平，因為得到獅子才訛傳為神獸，且認為這種推測更接近史實。

## 紀年
| 神獸 | 元年  | 二年  | 三年  |
| 公元 | 528年 | 529年 | 530年 |
| 干支 | 戊申  | 己酉  | 庚戌  |

## 參看
- 中國年號列表
- 同期存在的其他政權年號
  - 建義（528年四月—九月）：北魏政權孝莊帝元子攸的年號
  - 永安（528年九月—530年十月）：北魏政權孝莊帝元子攸的年號
  - 孝基（529年四月—五月）：北魏政權北海王元顥的年號
  - 建武（529年五月—閏六月）：北魏政權北海王元顥的年號
  - 神嘉（525年十二月—535年三月）：北魏時期領導劉蠡升的年號
  - 廣安（526年九月—528年九月）：北魏時期六鎮之亂首領葛榮的年號
  - 天統（528年六月—529年四月）：北魏時期六鎮之亂首領邢杲的年號
  - 皇武（約528年七月—？）：北魏時期六鎮之亂首領劉擧的年號
  - 大通（527年三月—529年九月）：南朝梁武帝蕭衍的年號
  - 中大通（529年十月—534年十二月）：南朝梁武帝蕭衍的年號
  - 甘露（525年—530年）：麴氏高昌政權麴光的年號
  - 章和（531年—548年）：麴氏高昌政權麴堅的年號

## 引用
1. ↑  秦明智、任步雲，〈甘肅張家川發現「大趙神平二年」墓〉，《文物》，第六期，1973年。
2. ↑  周偉洲，〈甘肅張家川出土北魏《王真保墓志》試析〉，《四川大學學報·社會科學版》，第三期，1978年。